# Grande veine du cœur
La grande veine du cœur est la principale et la plus longue veine du cœur.

## Origine
La grande veine du cœur nait de la réunion de la veine interventriculaire antérieure et de la veine marginale gauche au niveau de l'apex du cœur.

## Trajet
La grande veine du cœur monte le long du sillon interventriculaire antérieur accompagnée de l'artère interventriculaire antérieure.
Elle rejoint le sillon coronaire qu'elle suit à gauche en contournant le bord gauche du cœur et accompagnée du rameau circonflexe.

## Terminaison
La grande veine du cœur rejoint la veine oblique de l'atrium gauche pour former le sinus coronaire sur la surface postérieure du cœur.
À la jonction avec le sinus coronaire, une valve est généralement présente : la valvule de Vieussens du sinus coronaire.

## Zone de drainage
La grande veine du cœur draine la zone irriguée par l'artère coronaire gauche.